# Amietina eburnea
Amietina eburnea là một loài bọ cánh cứng trong họ Bọ hung (Scarabaeidae).